# Viaduc de Châtillon
Le viaduc de Châtillon est un viaduc autoroutier emprunté par l'A40 (au km 104.5). Il est situé dans la localité de Châtillon-en-Michaille, à Valserhône, dans l'Ain, en France. C'est un pont à poutres-caisson.

## Caractéristiques
Achevé en 1987, les tabliers du viaduc mesurent 222 mètres et 195 mètres.